# Gmina Bizovac
Gmina Bizovac (chorw. Općina Bizovac) – gmina w Chorwacji, w żupanii osijecko-barańskiej.

## Miejscowości i liczba mieszkańców (2011)
- Bizovac - 2043
- Brođanci - 547
- Cerovac - 24
- Cret Bizovački - 604
- Habjanovci - 460
- Novaki Bizovački - 203
- Samatovci - 613
- Selci - 13